# Myles Powell
Myles Blake Powell (New Jersey, 7 de julho de 1997) é um jogador norte-americano de basquete profissional que atualmente joga no Philadelphia 76ers da National Basketball Association (NBA) e no Delaware Blue Coats da G-League.
Ele jogou basquete universitário no Seton Hall University.

## Carreira no ensino médio
Powell frequentou a Medford Tech, a Trenton Catholic e a South Kent School em seu ensino médio, jogando no time do colégio em todos os seus quatro anos. Ele teve médias de 25 pontos e três rebotes em South Kent e médias de 17 e 18,5 pontos no Trenton Catholic.
Powell jogou basquete AAU pelo NJ Playaz sob o comando do técnico Jimmy Salmon e teve média de mais de 18 pontos. Ele também participou do Nike EYBL Peach Jam e obteve média de 19,8 pontos. Powell também marcou 17 pontos no Jordan Brand Classic Regional Game.

## Carreira universitária
Em seu segundo ano universitário, ele foi nomeado como o Jogador que Mais Evoluiu da conferência.
Na temporada de 2018-19, Powell terminou em segundo lugar na Big East Conference em pontuação com média de 23,1 pontos. Ele teve oito jogos de 30 ou mais pontos, incluindo 40 contra Grand Canyon. Powell estava pronto para assumir as rédeas de sua equipe e disse: “Aprender com os mais velhos e ver o que eles passaram, agora é por minha conta. Estou definitivamente pronto para isso. Eu sou construído para isso. Minha comissão técnica acredita em mim e, acima de tudo, meus companheiros de equipe acreditam em mim”.
Em uma de suas performances mais impressionantes, Powell marcou 31 pontos contra Butler no Prudential Center em 9 de janeiro de 2019. Após o jogo, o técnico do Seton Hall, Kevin Willard, brincou sobre o desempenho de Powell, dizendo: "Leve a bola para Myles e saia do caminho. Essa é uma jogada especial no final do jogo.” No final da temporada, Powell foi nomeado para a Primeira-Equipe da Big East e ganhou o Prêmio Haggerty como o melhor jogador universitário na área metropolitana de Nova York.
No segundo jogo da sua última temporada, Powell sofreu uma grave lesão no tornozelo. Mesmo sofrendo a lesão, ele jogou no jogo seguinte contra  Michigan State e marcou 37 pontos na derrota por 76-73. Em 14 de dezembro, Powell sofreu uma concussão durante uma derrota para o Rutgers e foi descartado indefinidamente. Ele retornou depois de perder dois jogos e registrou 27 pontos, cinco rebotes e cinco roubos de bola na vitória por 74-66 sobre DePaul em 30 de dezembro. Em 15 de janeiro de 2020, Powell marcou 29 pontos em uma vitória por 78-70 sobre Butler.
Em 18 de janeiro de 2020, Powell ultrapassou a marca de 2.000 pontos, tornando-se o quinto jogador na história da universidade a passar a marca. Na conclusão da temporada regular, Powell foi selecionado para a Primeira-Equipe da Big East pela segunda temporada consecutiva. Powell teve médias de 21,0 pontos, 4,3 rebotes e 2,9 assistências.
No final de sua última temporada, Powell foi nomeado como o Jogador do Ano da Big East e ganhou o Prêmio Jerry West. Ele também se tornou o primeiro jogador na história da universidade a ganhar o Prêmio Haggerty duas vezes.

## Carreira profissional

### Westchester Knicks (2021)
Depois de não ser selecionado no draft da NBA de 2020, Powell assinou com o New York Knicks em 29 de novembro de 2020. Em sua estreia na pré-temporada pelos Knicks, ele fez 2 pontos e 1 assistência em 6 minutos. Ele foi dispensado em 19 de dezembro e assinou com o afiliado da G-League dos Knicks, o Westchester Knicks, em 21 de janeiro de 2021. Ele jogou 13 jogos com Westchester e teve médias de 17,8 pontos, 3,3 rebotes e 4,0 assistências.
Em 23 de abril de 2021, Powell assinou um contrato de mão dupla com os Knicks mas foi dispensado no dia seguinte. Em 12 de outubro, os Knicks renovaram com Powell e o dispensaram dois dias depois. Onze dias depois, ele re-assinou com Westchester, onde jogou em um jogo.

### Philadelphia 76ers (2021–Presente)
Em 19 de dezembro de 2021, Powell assinou um contrato de mão dupla com o time de sua cidade natal, o Philadelphia 76ers. Powell, que foi torcedor de infância dos 76ers, descreveu "ter chorado nos primeiros 45 minutos" depois que percebeu que se juntaria ao Sixers.

## Carreira da seleção nacional
No verão de 2019, Powell fez parte da seleção dos Estados Unidos que competiu nos Jogos Pan-Americanos no Peru. A equipe conquistou o bronze.

## Estatísticas da carreira

### Universitário
| Ano      | Equipe     | PJ  | PT | MPJ  | AP   | 3P   | LL   | RT  | AS  | BR  | TO | PPJ  |
| -------- | ---------- | --- | -- | ---- | ---- | ---- | ---- | --- | --- | --- | -- | ---- |
| 2016–17  | Seton Hall | 33  | 2  | 23.8 | .392 | .332 | .817 | 2.2 | .9  | .9  | .2 | 10.7 |
| 2017–18  | Seton Hall | 34  | 33 | 31.7 | .433 | .379 | .789 | 2.6 | 2.8 | 1.0 | .2 | 15.5 |
| 2018–19  | Seton Hall | 34  | 34 | 36.0 | .447 | .363 | .840 | 4.0 | 2.9 | 2.0 | .2 | 23.1 |
| 2019–20  | Seton Hall | 28  | 28 | 31.5 | .398 | .306 | .795 | 4.3 | 2.9 | 1.2 | .2 | 21.0 |
| Carreira | Carreira   | 129 | 97 | 30.7 | .417 | .345 | .810 | 3.2 | 2.3 | 1.2 | .2 | 17.5 |

Fonte:

## Vida pessoal

### Processo
Em julho de 2021, Myles Powell entrou com uma ação contra sua equipe universitária e alma mater, Seton Hall University. Apresentado no Tribunal Superior de Nova Jersey, o processo alegou que a Seton Hall University, seu treinador de basquete masculino, Kevin Willard, e seu diretor de medicina esportiva, Tony Testa, agiram de forma negligente ao deixar Powell jogar com um menisco rompido em seu joelho direito, que ele foi dito que era apenas uma pequena lesão que não seria piorada se ele continuasse jogando durante a temporada 2019-20. Em agosto de 2021, a Seton Hall University entrou com pedido de indeferimento do processo de Powell.